# キース・ファーンホースト
キース・ファーンホースト（Keith Fahnhorst、1952年2月6日 - 2018年6月12日）は、ミネソタ州セントクラウド出身のアメリカンフットボール選手。NFLのサンフランシスコ・フォーティナイナーズでプレーした。ポジションはオフェンシブタックル。ナイナーズでは1974年から1987年まで14シーズンプレーし、チームキャプテンも務め、2度のスーパーボウル制覇に貢献した。

## 経歴
ミネソタ大学ではタイトエンドとしてプレーし、1973年にはビッグ・テン・カンファレンスのオールチームに選ばれた。
1974年のNFLドラフト2巡全体35位でサンフランシスコ・フォーティナイナーズに指名され、入団した。パスをキャッチしたがっていたが、ヘッドコーチのディック・ノーランによってオフェンシブラインマンにコンバートされた。第16回スーパーボウルと第19回スーパーボウルで優勝している。
弟のジム・ファーンホーストはUSFLでプレーした後、1984年から1990年までフォーティナイナーズにラインバッカーとして在籍した。兄弟がチームメートだった1984年にチームはレギュラーシーズンを15勝1敗の成績で終え、第19回スーパーボウルを制している。
1987年に首の負傷で9試合に欠場し、同年を最後に現役を引退した後は株式仲買人となった。
2001年に腎臓移植を受けた後、2015年にフォーティナイナーズが作成したビデオで長年闘病生活を送っていることを明かし、2018年6月12日に66歳で亡くなった。前週には元チームメートのドワイト・クラークも亡くなっている。

## 人物
ナイナーズのオフェンシブラインマンとしては、レン・ロードに次ぐチーム歴代2位の193試合に出場している。
元チームメートのランディ・クロスによれば、1982年、1987年のストライキの際に、チームメートに尽くしたという。
弟のジム・ファーンホーストもNFL選手で、1984年から1987年には同じチームに所属した。